# Щип (община)
Вижте пояснителната страница за други значения на Щип.
Щип (на македонска литературна норма: Општина Штип) е община, разположена в източната част на Северна Македония със седалище едноименния град Щип.
Освен град Щип общината обхваща 43 села по средното течение на река Брегалница на площ от 583,24 km2. Гъстотата на населението 81,95 жители на km2.

## Структура на населението
Според преброяването от 2002 година община Щип има 47 796 жители.
| Етническа принадлежност | Процент |
| северномакедонци        | 87,19%  |
| албанци                 | 0,03%   |
| турци                   | 2,66%   |
| роми                    | 4,59%   |
| власи                   | 4,34%   |
| сърби                   | 0,62%   |
| бошняци                 | 0,02%   |
| други                   | 0,55%   |